# 邁什拉胡阿里布邁丁
邁什拉胡阿里布邁丁（阿拉伯语：‎），是阿爾及利亞的城鎮，位於該國西部貝沙爾省，由阿巴德萊區負責管轄，面積2,820平方公里，海拔高度572米，2008年人口3,091，人口密度每平方公里1.1人。